# Felipe de Antioquía
Felipe de Antioquía (en armenio: Ֆիլիպ, en francés: Philippe; fallecido en 1225), también llamado Felipe de Trípoli, fue miembro de la Casa de Poitiers que gobernó como soberano del Reino armenio de Cilicia desde 1222 hasta 1224 como el primer esposo de la reina Isabel.

## Negociaciones de matrimonio
Miembro de la Casa de Poitiers, Felipe era uno de los hijos más jóvenes de Bohemundo IV, un normando que gobernó el Principado de Antioquía y el Condado de Trípoli, y su primera esposa, Plasencia de la familia genovesa Embriaco.
Raimundo Rubén, primo hermano de Felipe que había librado la guerra de sucesión antioquena con el padre de Felipe durante muchos años, también reclamó el trono de Cilicia como el ex heredero designado del rey León I. Tras su derrota y encarcelamiento por Constantino de Baberon, regente en nombre de la hija de León, Isabel, los armenios querían renovar su alianza con Antioquía. Solicitaron que Bohemundo IV enviara un esposo a su joven reina, y Bohemundo ofreció a Felipe. Como Felipe era el cuarto hijo de Bohemundo, de quien no se podía esperar que heredara Antioquía, los armenios aceptaron. Condicionaron la unión a que Felipe se uniera a la Iglesia apostólica armenia, a lo que Bohemundo estuvo de acuerdo.

## Reinado
El matrimonio de Felipe con Isabel se celebró en junio de 1222. Antes de su coronación como rey, Felipe juró defender los ritos de la Iglesia apostólica armenia y las costumbres armenias.
La victoria de Felipe sobre los turcos selyúcidas atacantes causó una buena impresión inicial sobre sus súbditos. Sin embargo, sus esperanzas de que Felipe se convirtiera en un buen armenio se frustraron, ya que tenía «gustos latinos incorregibles». Felipe pasó tanto tiempo como pudo en Antioquía, mostró favoritismo hacia sus asesores franceses, y se negó a adherirse a los ritos apostólicos armenios. Esto instigó una revuelta de los armenios. A finales de 1224, Felipe fue arrestado durante un viaje nocturno a Antioquía. Fue acusado de robar las joyas de la corona de Cilicia y enviarlas a Antioquía. Pasó meses encarcelado en la fortaleza de Partzerpert cerca de Sis, la capital cilicia, mientras su padre apelaba a Constantino. Las negociaciones fueron en vano, y Felipe fue envenenado en prisión en 1225. Bohemundo planeó vengar la muerte de su hijo, pero fue impedido cuando sus aliados, los ayubíes, cambiaron de bando a los armenios.